# Mostbach
Mostbach (früher auch Moßbach) ist eine Ortschaft und eine Katastralgemeinde der Stadtgemeinde Raabs an der Thaya im Bezirk Waidhofen an der Thaya im niederösterreichischen Waldviertel mit 57 Einwohnern (Stand 1. Jänner 2024).

## Geografie
Das östlich unterhalb des Mostbacher Bühels (636 m ü. A., ⊙) gelegene Dorf ist von der Landesstraße L55 erreichbar, von der die L8053 und die L8055 in den Ort abzweigen. Am 1. April 2020 umfasste die Ortschaft 33 Adressen.

## Geschichte
Das erstmals 1340 erwähnte Dorf, dessen Bezeichnung sich von vom Moos herleitet, zählte vermutlich schon früh zur Herrschaft Weinern, diese Verbindung war nur kurz unterbrochen, als das Schloss Weinern ohne Eigentümer war. Im Ort befand sich auch ein herrschaftlicher Meierhof.
Im Jahr 1822 wurde der Ort als Dorf mit 34 Häusern genannt, das nach Raabs eingepfarrt war, wohin auch die Kinder eingeschult wurden. Die Herrschaft Weinern besaß die Ortsobrigkeit, übte die Landgerichtsbarkeit aus, besorgte die Konskription und hatte die Grundherrschaft inne.
Laut Adressbuch von Österreich waren im Jahr 1938 in der Ortsgemeinde Mostbach ein Gastwirt, ein Schmied, zwei Schneider, zwei Schuster und mehrere Landwirte ansässig.

## Siedlungsentwicklung
Zum Jahreswechsel 1979/1980 befanden sich in der Katastralgemeinde Mostbach insgesamt 48 Bauflächen mit 22.850 m² und 67 Gärten auf 37.777 m², 1989/1990 gab es 49 Bauflächen. 1999/2000 war die Zahl der Bauflächen auf 90 angewachsen und 2009/2010 bestanden 44 Gebäude auf 107 Bauflächen.

## Bodennutzung
Die Katastralgemeinde ist landwirtschaftlich geprägt. 240 Hektar wurden zum Jahreswechsel 1979/1980 landwirtschaftlich genutzt und 170 Hektar waren forstwirtschaftlich geführte Waldflächen. 1999/2000 wurde auf 235 Hektar Landwirtschaft betrieben und 177 Hektar waren als forstwirtschaftlich genutzte Flächen ausgewiesen. Ende 2018 waren 227 Hektar als landwirtschaftliche Flächen genutzt und Forstwirtschaft wurde auf 176 Hektar betrieben. Die durchschnittliche Bodenklimazahl von Mostbach beträgt 29,5 (Stand 2010).

## Besonderheiten
- Amselhof, ein von Merle Kuhlenkampff, der Tochter von Hans-Joachim Kulenkampff betriebener Gnadenhof